# كأس إسكتلندا 1920–21
كأس اسكتلندا 1920–21 (بالإنجليزية: 1920–21 Scottish Cup)‏ هو موسم من كأس اسكتلندا. كان عدد الأندية المشاركة فيه 44، وفاز فيه نادي بارتيك ثيسل.